# 푸르 르 메리트
푸르 르 메리트(프랑스어: Pour le Mérite [puːʀ lə meʀit][*])는 1740년에 프로이센 왕국에서 제정된 훈장 중 하나이다.

## 역사
1740년, 프로이센 왕 프리드리히 2세에 의해 최고의 명예 훈장으로 제정되었다. 1810년까지 수여 대상은 군인과 민간인이었지만 1월에 프리드리히 빌헬름 3세는 군인 만 수여 대상으로 한다고 발표했다.
1842년, 프리드리히 빌헬름 4세는 새로운 평화 훈장이라고 불리는 등급을 마련했다. 이것은 인문 과학, 자연 과학, 미술의 세 분야를 대상으로 했다.
1866년, 대 십자 훈장 (Grand Cross) 급이 제정되었다. 이 등급은 적군에게 큰 손해를 끼친 사람에 수여되었다.